# Простір CT2
Простір CT2 — топологічний простір, що задовольняє аксіомі відокремлюваності CT2.
Його ще називають повністю Гаусдорфів чи повністю Гаусторфів простір.

## Визначення
Топологічний простір {\displaystyle X} називається простором CT2, якщо для двох довільних різних точок {\displaystyle \ x} та {\displaystyle \ y} існує неперервна функція, рівна нулю на {\displaystyle \ x} і одиниці на {\displaystyle \ y}.